# Аннан, Кофи
Ко́фи А́тта А́ннан (англ. Kofi Atta Annan; 8 апреля 1938, Кумаси, Золотой Берег — 18 августа 2018, Берн, Швейцария) — ганский дипломат, 7-й Генеральный секретарь Организации Объединённых Наций (1997—2006), с 24 февраля по 31 августа 2012 года — специальный посланник ООН и Лиги арабских государств в Сирии для урегулирования конфликта. Лауреат Нобелевской премии мира 2001 года.
В качестве Генерального секретаря Аннан провёл реформу ООН, посвятил много времени борьбе с ВИЧ, особенно в Африке, и воплотил в жизнь Глобальный договор ООН. Его критиковали за то, что он не расширил Совет Безопасности, и он столкнулся с призывами к отставке после расследования программы «Нефть в обмен на продовольствие». В 2006 году Аннан ушёл в отставку из-за неспособности ООН добиться эффективного урегулирования конфликтов. В 2007 году, после ухода из ООН, он основал Фонд Кофи Аннана для работы в области международного сотрудничества. В 2012 году Аннан был специальным представителем Организации Объединённых Наций и Лиги арабских государств в Сирии по разрешению продолжающегося конфликта в этой стране. Свою последнюю миссию Аннан начал в сентябре 2016 года, когда был назначен руководителем комиссии ООН по расследованию кризиса Рохинджа (Бангладеш).

## Биография
Кофи Аннан родился в британской колонии Золотой Берег, которая стала впоследствии независимой Республикой Ганой. Вместе со своей сестрой-близнецом Эфуа Атта (умерла в 1991 году) происходит из аканской аристократии; их отец был верховным вождём племени фанти и губернатором провинции Ашанти. В 1954—1957 годах учился в методистской школе Мфантсипим в Кейп-Косте, затем — в Университете науки и технологии в Кумаси, ныне носящем имя Кваме Нкрумы.
Благодаря стипендии фонда Форда Аннан получил дальнейшее образование в США, где учился в колледже Макалистер в Сент-Поле, штат Миннесота, окончив его со степенью бакалавра экономики. В 1961—1962 годах обучался в Высшем институте по изучению международных проблем в Женеве (Швейцария). Потом, получив стипендию им. Слоуна, поступил в Массачусетский технологический институт.
Будучи студентом, уже с 1962 года начал работать в ООН в качестве сотрудника Всемирной организации здравоохранения. С 1974 по 1976 год он работал менеджером в государственной компании по развитию туризма Ганы в Аккре. Затем работал в других структурах ООН — в Аддис-Абебе в Экономической комиссии для Африки; в Исмаилии в составе Чрезвычайных вооружённых сил ООН; в Женеве возглавлял штат Управлении Верховного комиссара ООН по делам беженцев. С 1981 по 1983 год он был членом Совета управляющих Международной школы Женевы. В 1983 году он стал директором службы административного управления Секретариата ООН в Нью-Йорке. В 1987 году Аннан был назначен помощником Генерального секретаря по управлению людскими ресурсами и координатором по безопасности системы ООН. В 1990 году он стал помощником Генерального секретаря по планированию программ, бюджету, финансам и контролю.
Когда Генеральный секретарь Бутрос Бутрос-Гали учредил Департамент операций по поддержанию мира (ДОПМ) в 1992 году, Аннан был назначен в новый департамент заместителем тогдашнего заместителя Генерального секретаря Маррака Гулдинга. В марте 1993 года Аннан был назначен заместителем генерального секретаря этого департамента.
В 1993—1996 годах являлся заместителем генсека ООН по вопросам проведения миротворческих операций, в 1995—1996 годах — представителем генсека ООН в бывшей Югославии и его специальным представителем при НАТО по вопросам Югославии.
Аннан свободно владел английским, французским, аканским и некоторыми языками народов кру, а также другими африканскими языками.

### Деятельность на посту Генерального секретаря ООН
Был избран генеральным секретарём ООН в 1996 году после того, как США наложили вето на переизбрание его предшественника, тоже представителя Африки египтянина Бутроса Бутроса-Гали. Стал первым генеральным секретарём, избранным из числа кадровых сотрудников Организации Объединённых Наций.
Он занимал этот пост два срока подряд, с 1 января 1997 года по 31 декабря 2006 года. Аннан провёл серию реформ, направленных на сокращение административных расходов организации, что значительно повысило эффективность работы ООН. За время пребывания Аннана на посту было проведено наибольшее число операций и миссий ООН. Аннан пытался добиться от Ирака выполнения резолюций Совета Безопасности ООН, осуществил успешную миротворческую миссию в Нигерии для помощи в переходе к гражданскому правлению, способствовал заключению соглашения между СБ ООН и Ливией в 1999 году в связи со взрывом самолёта над Локерби, принял специальный меры во время интифады Аль-Аксы в 2000 году с целью не допустить большого количества жертв и попытаться наладить отношения между Израилем и Палестиной. Также Аннан сыграл решающую роль в урегулировании кризиса в Восточном Тиморе.
В апреле 2000 года под редакцией Кофи Аннана был опубликован доклад по случаю наступления нового тысячелетия «Мы, народы: роль Организации Объединенных Наций в XXI веке» с призывом к государствам-членам положить конец нищете и неравенству, повысить эффективность образования, сократить масштабы распространения ВИЧ/СПИДа, обеспечить охрану окружающей среды и защитить народы от конфликтов и насилия. Этот доклад лёг в основу «Декларации тысячелетия», принятой главами государств и правительств в ходе Саммита тысячелетия в сентябре 2000 года. Также Аннан активно и успешно боролся с распространением ВИЧ в Африке, способствуя распространению лекарств и медикаментов среди бедных слоёв населения. В 2001 году он опубликовал «Призыв к действиям», в котором описал план по борьбе с эпидемией ВИЧ/СПИД. 26 июля 2000 года Кофи Аннан основал «Глобальный договор».
В 2001 году ему была присуждена Нобелевская премия мира с формулировкой «За вклад в создание более организованного мира и укрепление мира во всём мире» вместе с возглавляемой им организацией.
Выступал против вторжения коалиции во главе с США в Ирак в 2003 году, настаивая, что оснований для силового вмешательства не было.
В 2004 году предложил план по окончательному урегулированию кипрского конфликта, однако план не был принят.
31 декабря 2006 года был сменён Пан Ги Муном на должности Генерального секретаря.

### После отставки
С 2007 года являлся председателем «Альянса за зелёную революцию в Африке». В том же году возглавил Группу по развитию Африки, осуществляющую контроль за выполнением обязательств развитых стран в отношении этого континента, и Всемирный гуманитарный фонд (был инициатором создания и директором учредительного совета этой организации, целью которой является оказание помощи жертвам природных катаклизмов, вызванных глобальными климатическими изменениями). Также основал фонд Кофи Аннана, оказывающий консультационные и посреднические услуги государствам с целью повышения качества управления и механизмов урегулирования кризисов.
В феврале 2012 года Генеральный секретарь ООН Пан Ги Мун назначил Кофи Аннана спецпосланником ООН и Лиги арабских государств по урегулированию военного конфликта в Сирии. Аннан разработал свой план решения конфликта, получивший название «план из шести пунктов». После провала плана и истечения срока полномочий 31 августа 2012 года Аннан подал в отставку с поста спецпосланника ООН в Сирии, заявив, что «у международного сообщества нет единства в вопросе урегулирования ситуации в Сирии».
Он возглавлял организацию всемирно известных общественных деятелей «Старейшин» с 2013 года.
Скончался 18 августа 2018 года после непродолжительной болезни в Берне, Швейцария, в возрасте 80 лет. Он жил около Женевы в течение нескольких лет до смерти.
13 сентября 2018 года был похоронен в Аккре.

## Оценки и мнения
Кофи Аннан признаётся одним из лучших Генеральных секретарей за всю историю организации. Благодаря его усилиям повысилась роль ООН на международной арене и были проведены успешные миссии и операции по всему миру. Тем не менее, шквал жёсткой критики в адрес генсека вызвало раскрытие данных в 1998 году, что в 1994 году Аннан, отвечавший за проведение миротворческих операций, резко сократил число миротворцев в Руанде в период, предшествующий геноциду. Негативную оценку деятельности Аннана в тот период дал и командующий миротворческим контингентом в ООН в Руанде Ромео Даллер. С призывами об отставке Кофи Аннан столкнулся и во время программы «Нефть в обмен на продовольствие», когда его обвинили в коррупции.

## Личная жизнь
В 1965 году Аннан женился на женщине из аристократической семьи Тити Алакии. Несколько лет спустя у них родилась дочь Ама, а затем и сын Коджо. Пара развелась в конце 1970-х годов. В 1984 году Аннан женился на шведской правозащитнице ООН Нане (урождённой Лагергрен), племяннице шведского борца за спасение евреев от нацистов Рауля Валленберга. У них есть дочь Нина от предыдущего брака супруги.

## Награды
- Орден Доброй Надежды I степени (ЮАР)
- Орден князя Ярослава Мудрого I степени (Украина, 3 июня 2002 года) — за выдающийся личный вклад в развитие сотрудничества между Украиной и странами международного содружества, весомую роль в поддержании мира и безопасности в мире[28]
- Орден «Достык» I степени (Казахстан, 16 октября 2002 года) — за большой вклад в развитие и укрепление сотрудничества между Казахстаном и Организацией Объединённых Наций, всемерную поддержку международных инициатив республики[29][30]
- Орден «Манас» I степени (Кыргызстан, 18 октября 2002 года) — за выдающийся вклад в укрепление мира и международной безопасности, развитие сотрудничества между Кыргызстаном и Организацией Объединённых Наций[31]
- Большая цепь ордена Свободы (Португалия, 2005)
- Большой крест ордена Нидерландского льва (Нидерланды, 2006)
- Памятная медаль А. М. Горчакова (МИД России, 2002 год)
- Премия Улофа Пальме (Швеция, 2006)
- Лауреат Вестфальской премии мира 2008 года[32]
- Благодарность Президента Республики Хорватия (15 января 1998 года) — за особый вклад в реализация миротворческой миссии Временной администрации ООН на Востоке Славонии, Бараньи и Западной Шри-Ланке (ВАООНВС), а также за активное сотрудничество с хорватскими властями и местным населением, которое успешно положило конец миру реинтеграция хорватского Дуная в конституционный и правовой порядок Республики Хорватия[33].

## Факты
- На языке коренного населения Ганы «Кофи» означает «родившийся в пятницу». У народа ашанти есть имена для всех 7 дней недели: Адвоа (понедельник), Абена (вторник), Акуа (среда), Ахамиси (четверг), Кофи (пятница), Ама (суббота), Акосуа (воскресенье).